# Anders Zorn
Anders Leonard Zorn (Mora, Dalarna; 18 de febrero de 1860-ibidem, 22 de agosto de 1920) fue un pintor impresionista, escultor y grabador sueco.

## Biografía
Fue hijo natural de una campesina sueca, Grudd Anna Andersdotter, y un cervecero alemán, Leonhard Zorn. No llegó a conocer a su padre y fue criado por sus abuelos.
Comenzó a estudiar en 1872 en la escuela de Enköping. En 1875 se matriculó en la Academia de las Artes de Estocolmo, donde estudió hasta 1880. El mismo año que acabó sus estudios conoció a Emma Lamm, luego conocida como Emma Zorn (1860-1942), que provenía de una acaudalada familia y con quien se casó en 1885.

## Obra

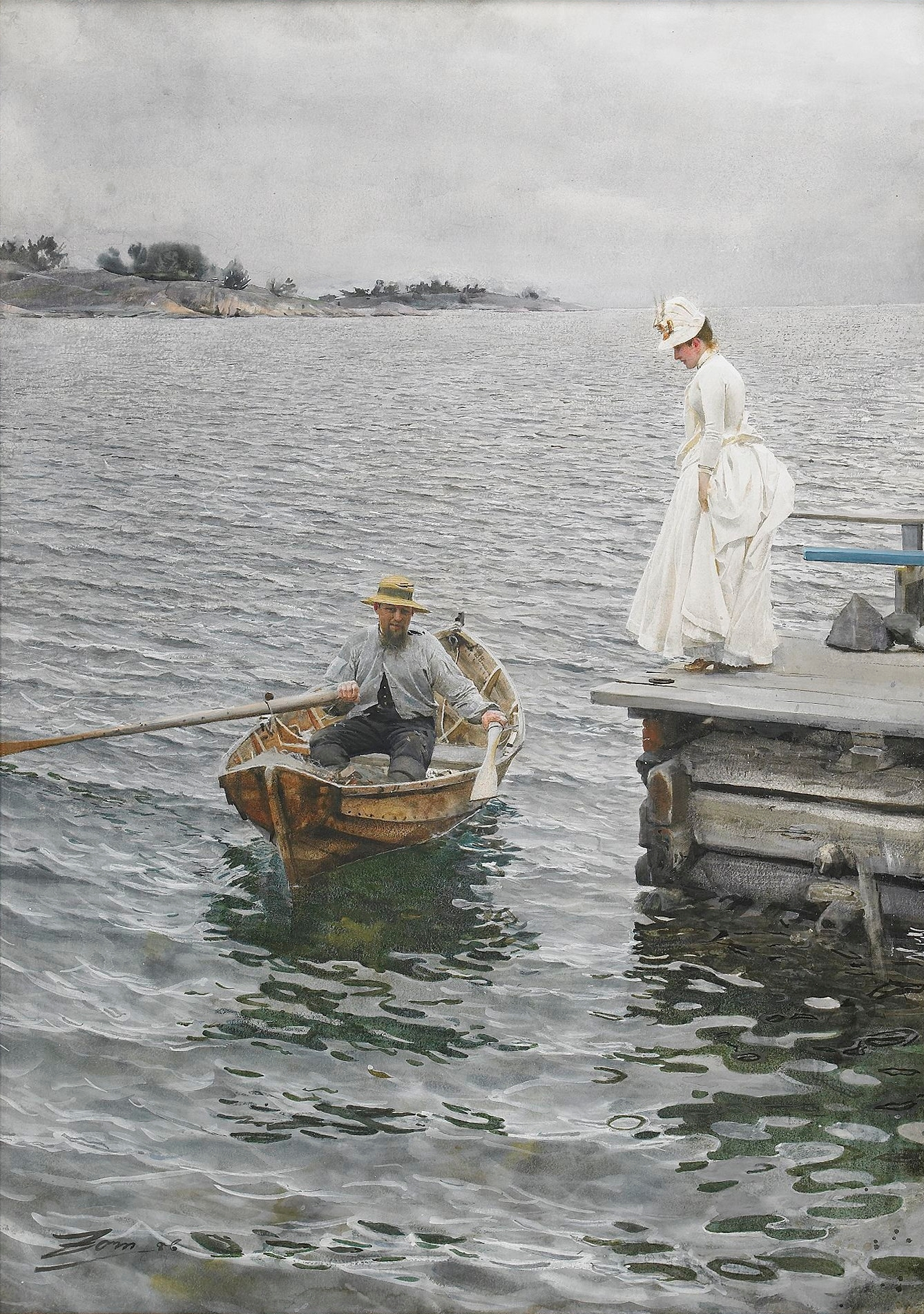
Placer de verano (1886).

Viajó por Europa y a su paso por España se interesó por la obra de Velázquez, por lo que empezó a experimentar con los distintos efectos sobre el agua, como se puede observa en Sommarnöje (1886). Después viajó a Francia donde adquirió fama y estableció su residencia en París. En la Exposición Universal de 1889 fue nombrado Caballero de la Legión de Honor francesa y se asentó como uno de los pintores más importantes de la época. Fue invitado a exponer su autorretrato en la Galería Uffizi.
Se convirtió en uno de los pintores de retratos más reconocidos internacionalmente en su momento, lo que le valió un lugar entre las principales personalidades de la vida cultural parisina de la segunda mitad del siglo XIX.
Con motivo de la Exposición Mundial Colombina (1893), Zorn realizó el primero de varios viajes a los Estados Unidos. Gracias a ellos pudo contar con tres presidentes estadounidenses entre sus modelos: Grover Cleveland en 1899, Theodore Roosevelt, (1905) y William Taft (1911). 
En 1896 Anders y su esposa Emma regresaron a Mora. Zorn comenzó a mostrar una preocupación creciente por la conservación del folklore musical sueco; preocupación que plasmó en sus obras. Comenzó a abarcar temas de carácter popular, como escenas costumbristas propias del pueblo sueco. Fiel reflejo de ello es el cuadro Midsommardans (1897), una representación de bailarines bajo la luz crepuscular en una celebración rural del solsticio de verano.
La obra al óleo de Zorn muestra un naturalismo próximo al impresionismo, donde se percibe la influencia de Velázquez, mientras que su obra como grabador se resuelve en trazos sueltos, quedando patentes sus cualidades de dibujante y una similitud palpable inspirada en Rembrandt. Se conservan 289 grabados. Realizó asimismo un gran número de acuarelas, especialmente durante sus primeros años de matrimonio, apremiado por su mujer. Podemos destacar Sommarnöje (Vacaciones de verano; 1886) o su acuarela más famosa, Vårt dagliga bröd (Nuestro pan diario; 1886). 

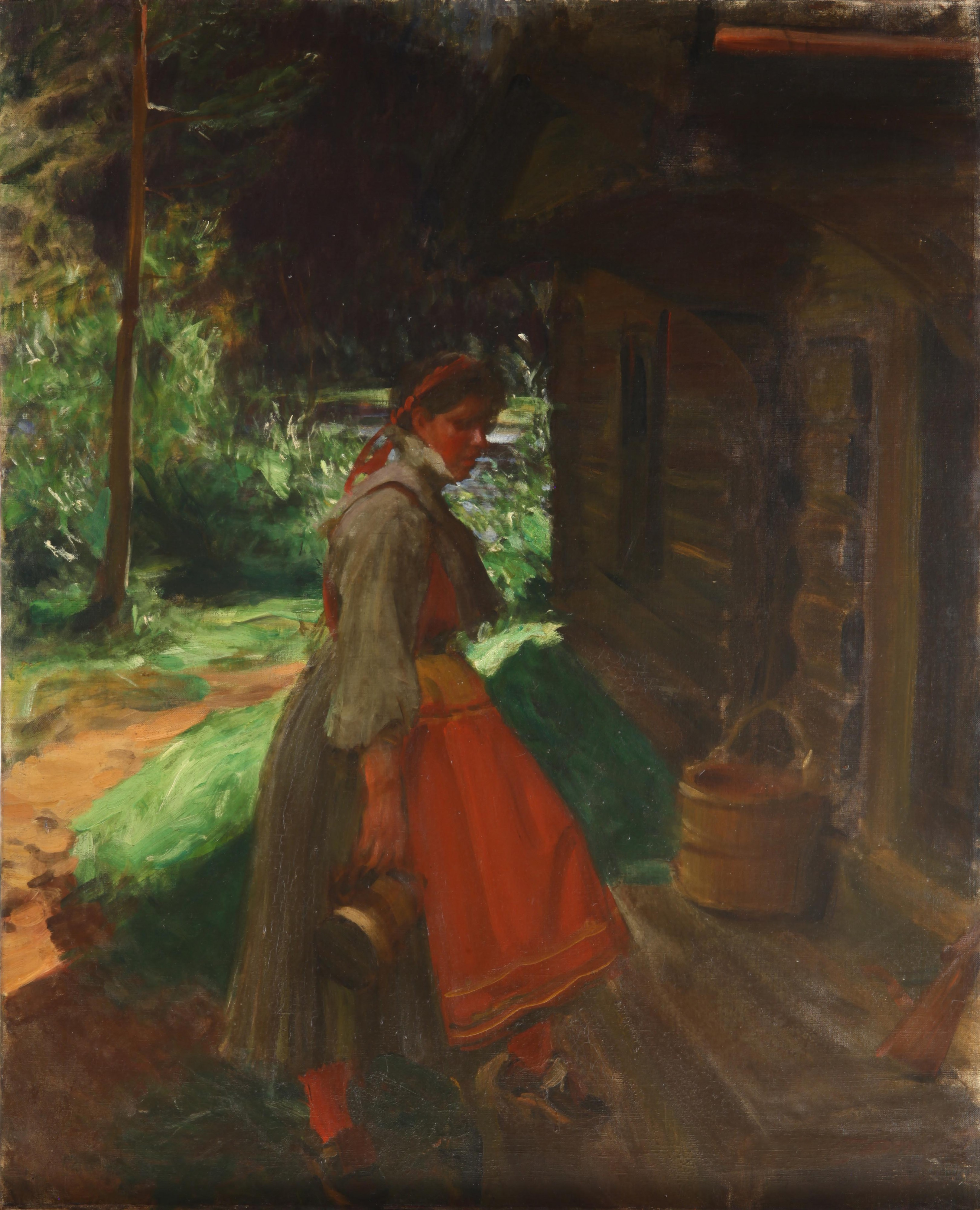
Gops Mor, 1910.

Sus desnudos son célebres, serie que inició durante su estancia en Francia, con obras como Al aire libre (1888) o Las bañistas (1888). El polifacético artista destacó también en el ámbito de la escultura, de la que nos legó obras de carácter naturalista en pequeño formato, como Baño matutino (1909), y de carácter público, como la Estatua de Gustav Vasa (1903). Algunos de sus trabajos más importantes se encuentran expuestos en el Nationalmuseum (Museo Nacional de Bellas Artes) en Estocolmo. Otros museos que albergan trabajos de Zorn son el Musée d'Orsay en París y el Metropolitan Museum of Art en Nueva York.

## Reconocimientos
Tras su fallecimiento, su mujer Emma, fundó el Museo Anders Zorn, ubicado en su ciudad natal en 1939. Contiene una muestra representativa de los trabajos del artista sueco en todas sus facetas. Fue inaugurado por Ragnar Östberg.
En 1960, con motivo del centenario del nacimiento del artista, se publicó un sello postal dedicado al pintor y dibujante. La imagen del sello es su obra Autorretrato de 1904 en aguafuerte. También una de sus obras más famosas se imprimió en este formato, Hins Anders (1904). Desgraciadamente, esta pintura se encontraba expuesta en el Thielska galleriet (Estocolmo), de donde fue robada el 20 de junio del 2000. Sigue desaparecida a día de hoy.

## Galería

### Desnudos

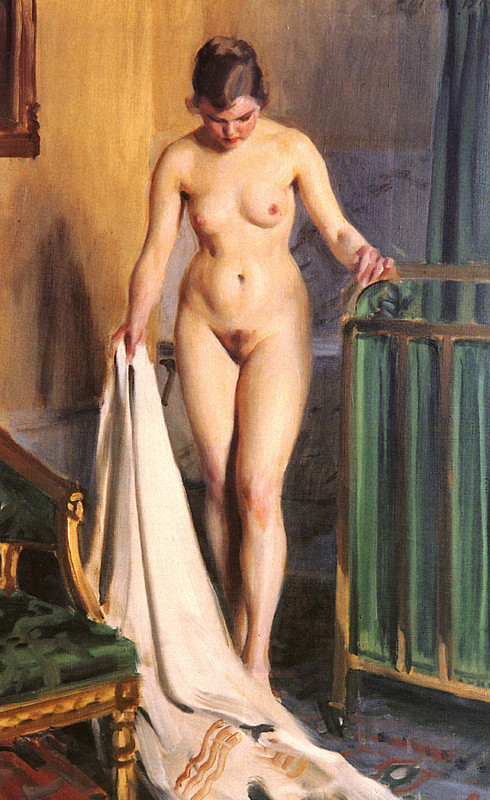
En el dormitorio, 1918.
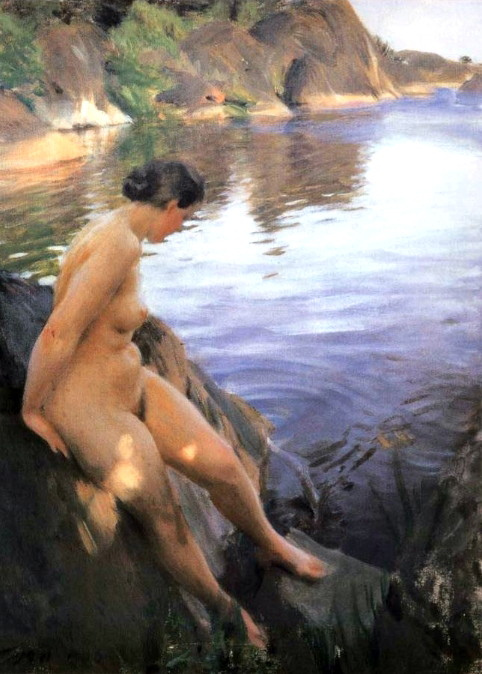
Tomando un baño, 1906
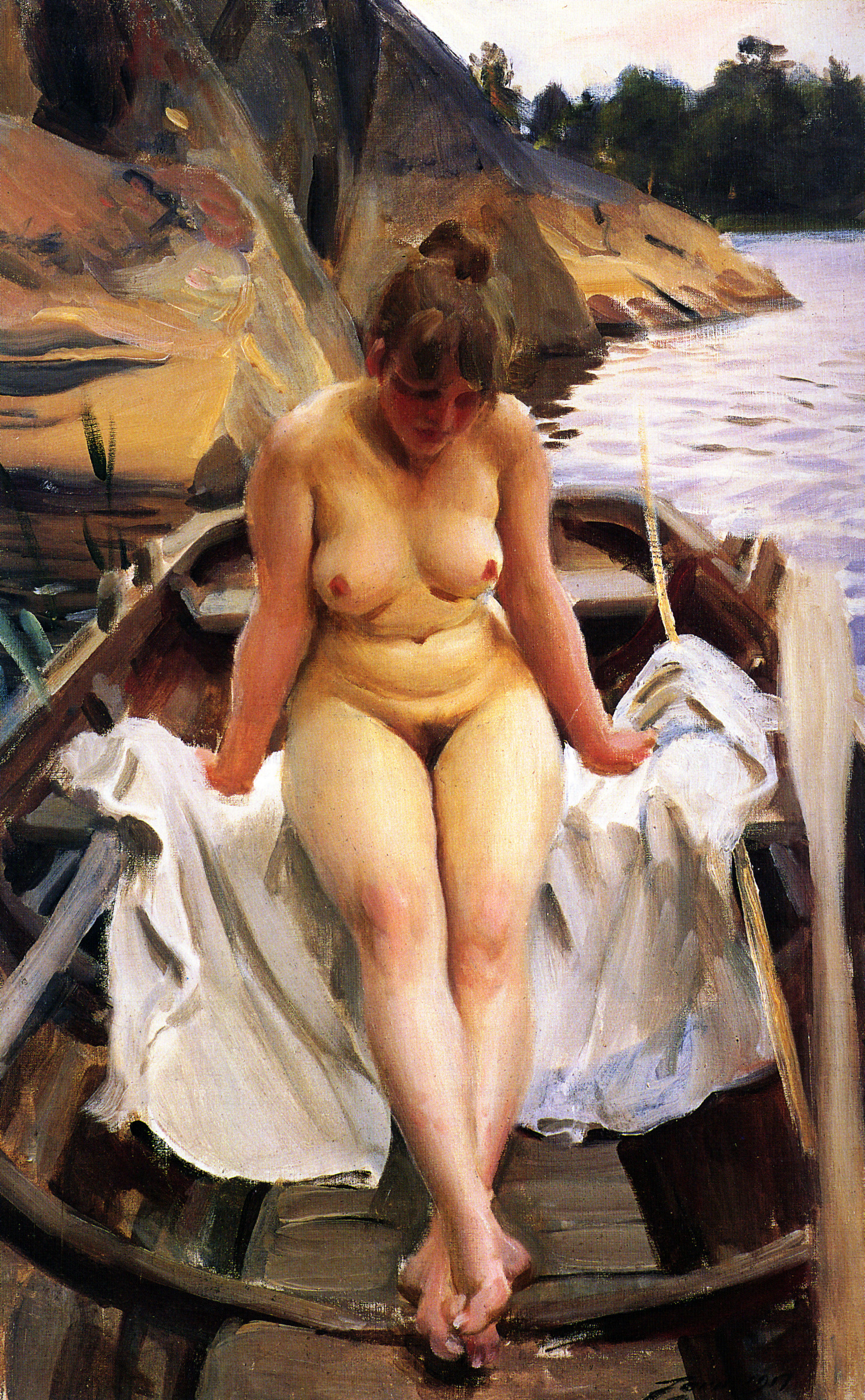
Mujer en el barco, 1917.
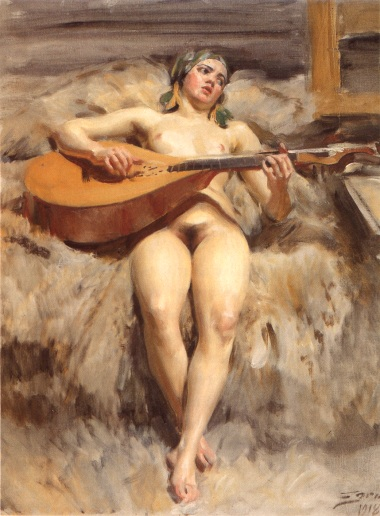
Chica en el taller, 1918.
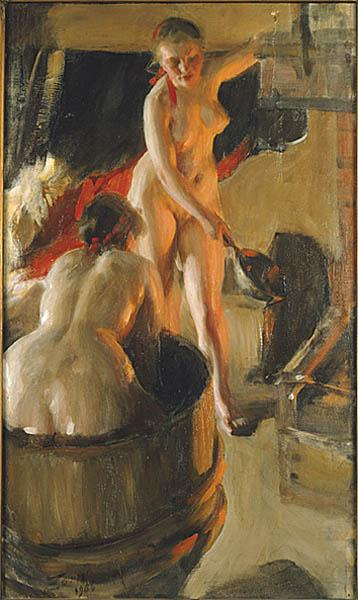
Chicas de Dalarna dándose un baño.
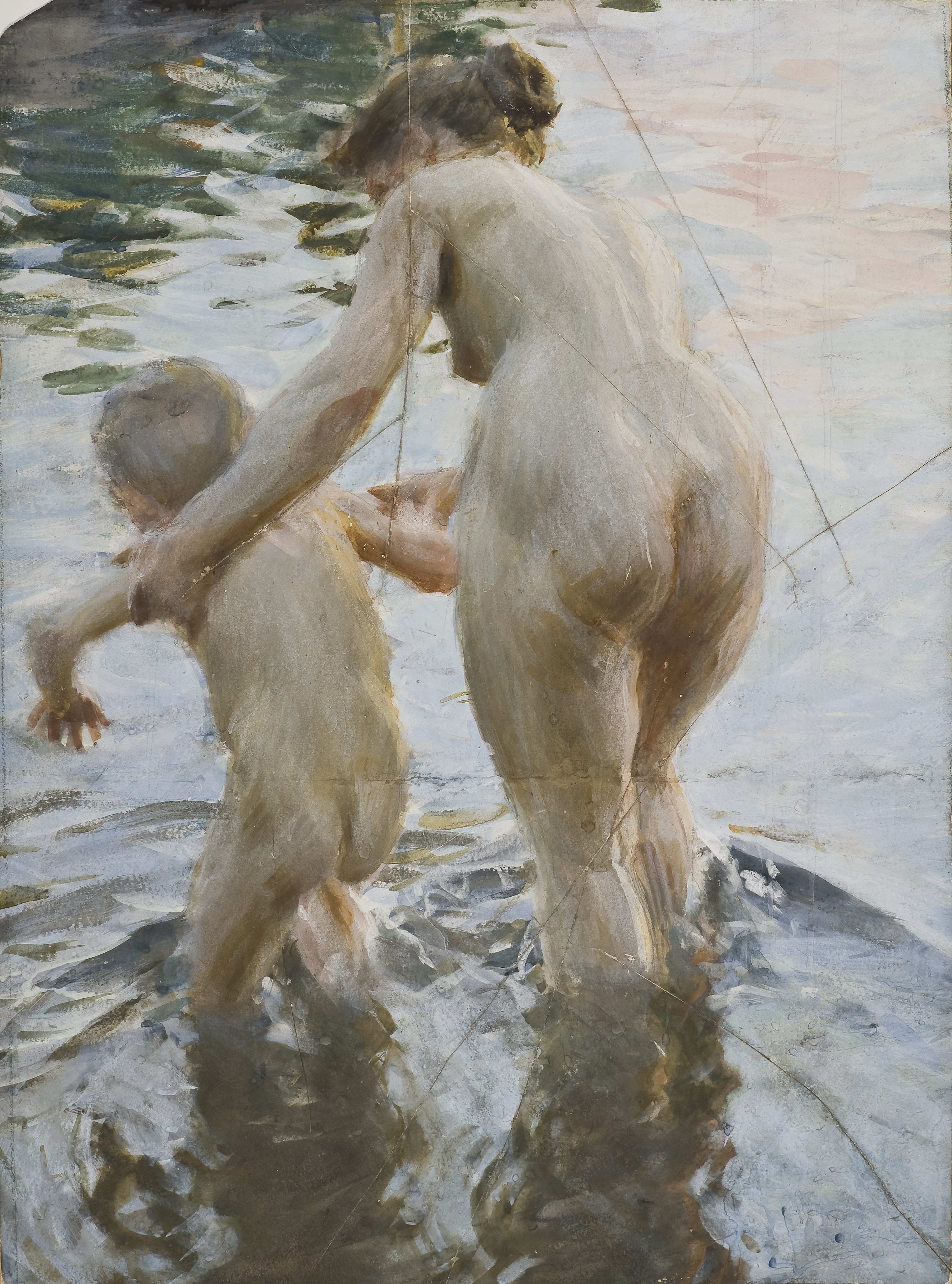
Primera vez, 1888.

### Retratos

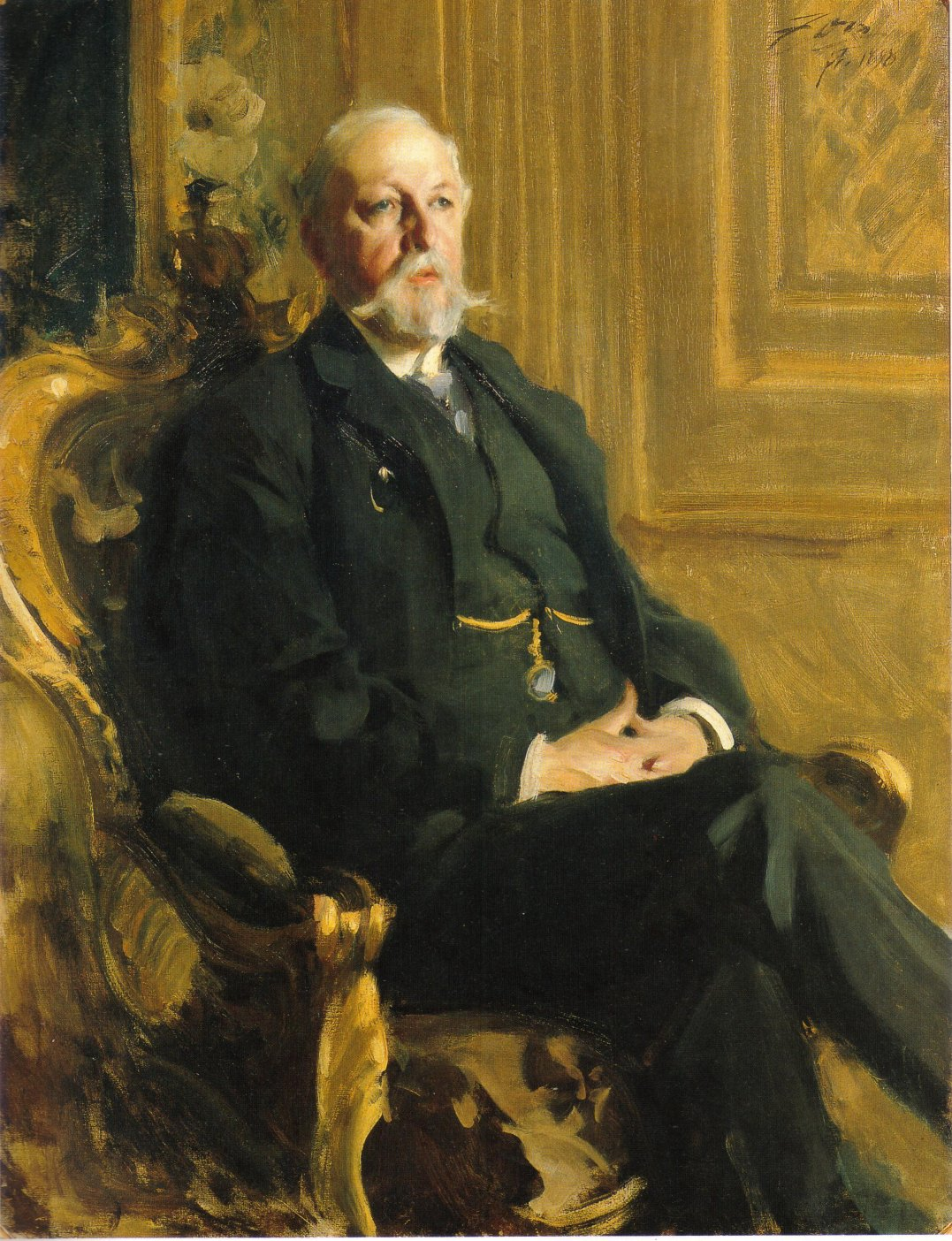
El rey Óscar II de Suecia, 1898.
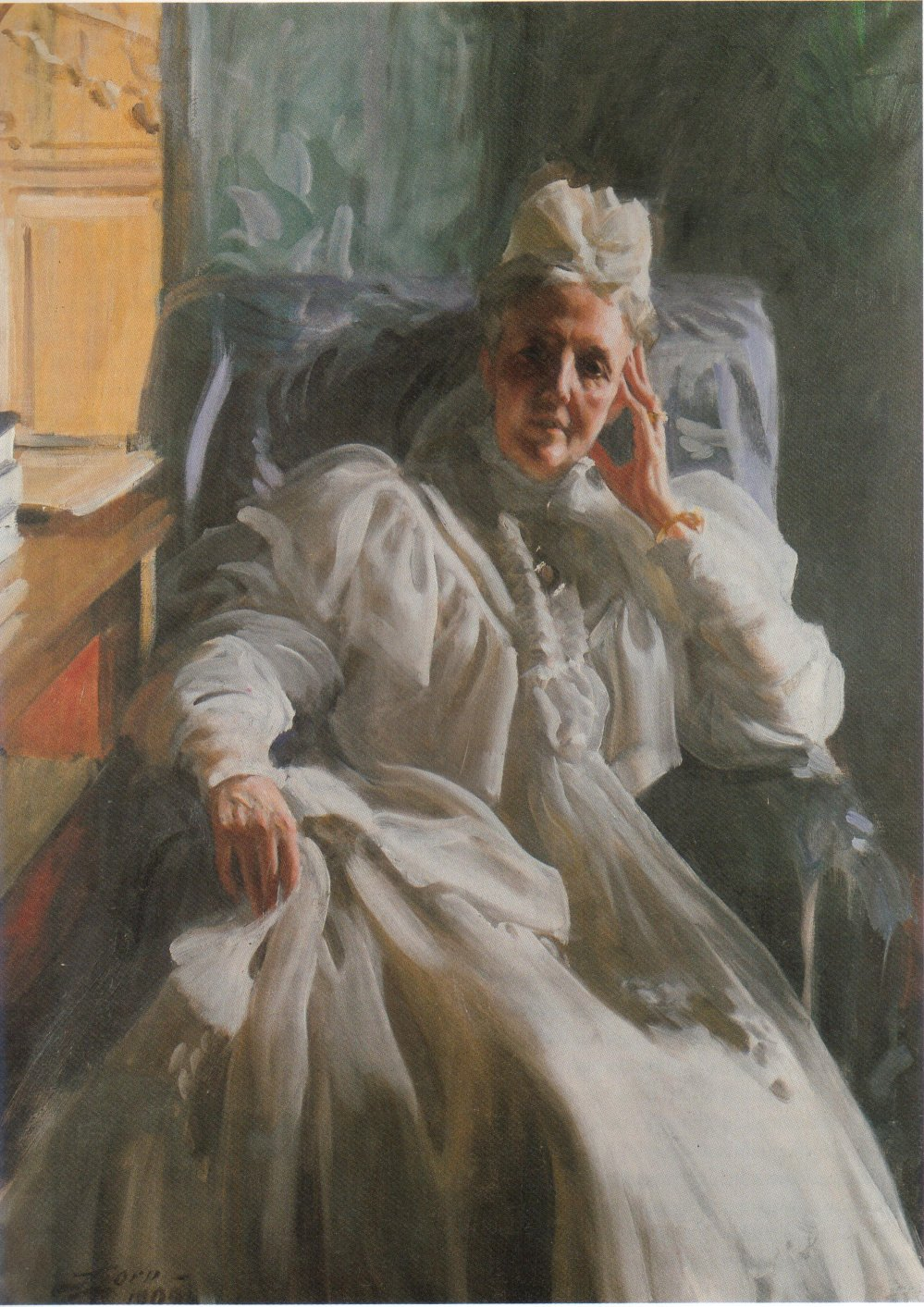
La reina consorte de Suecia y Noruega, Sofía de Nassau (1909).
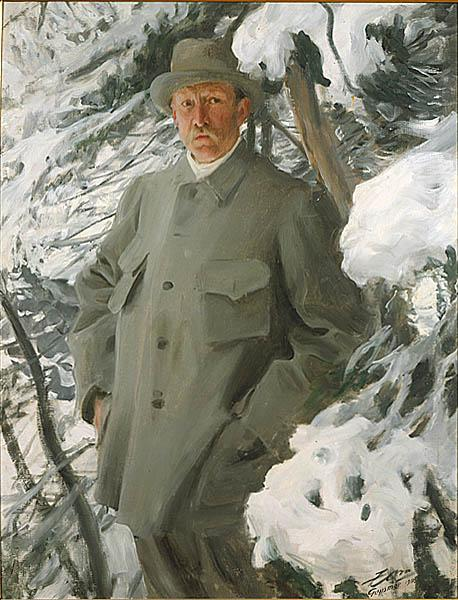
El pintor Bruno Liljefors, 1906.
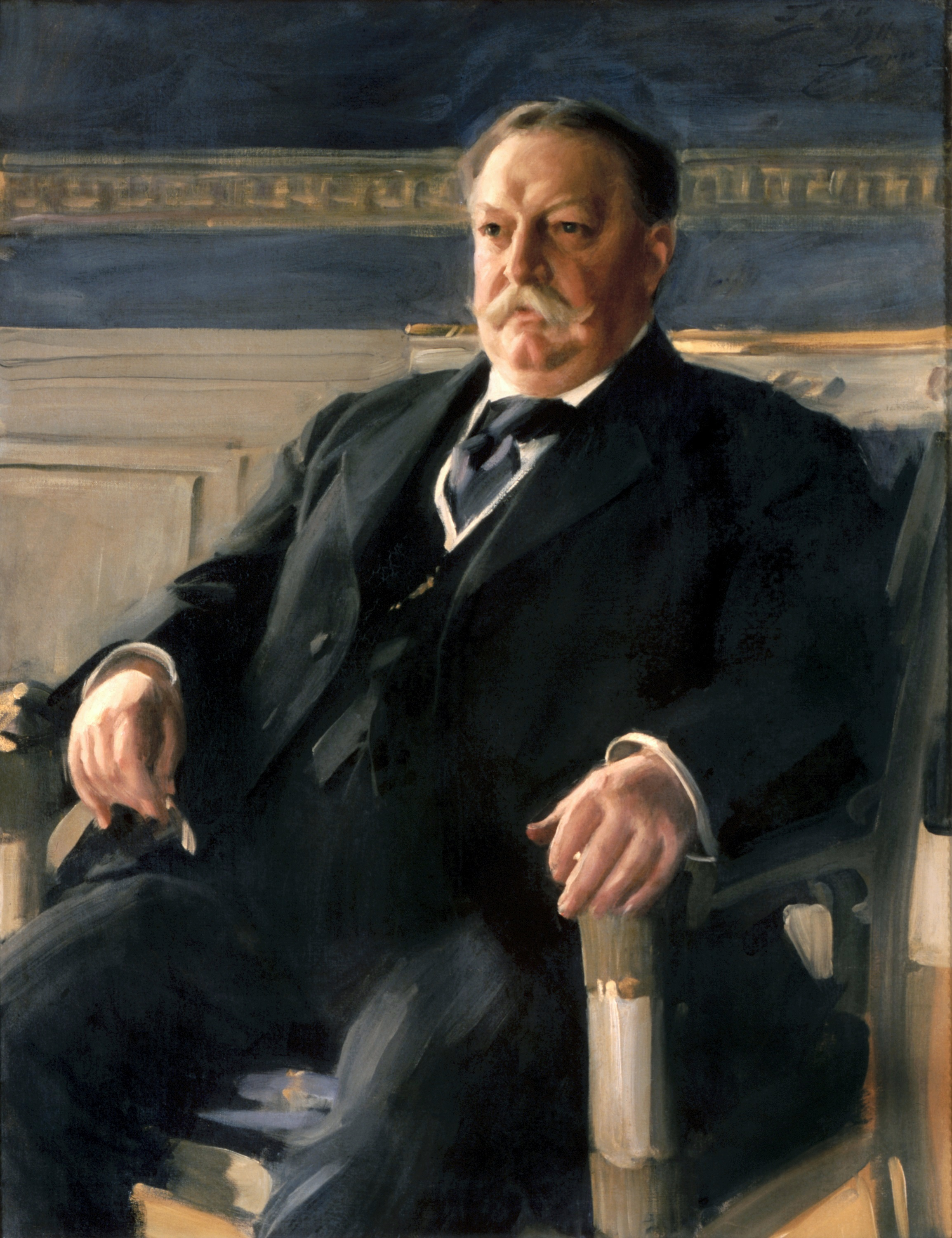
William Howard Taft, 27º Presidente de los Estados Unidos (1911)
Mr. Henry Clay Pierce,[10] (1899)
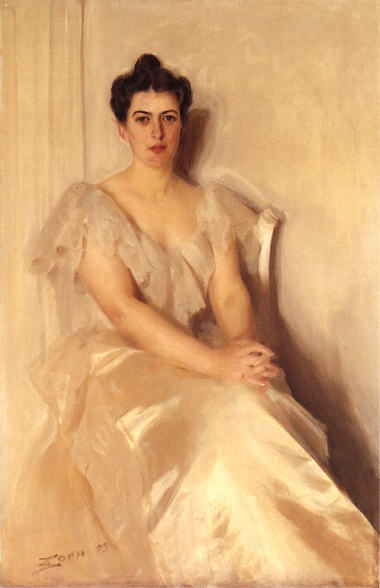
Mrs Frances Cleveland, esposa del presidente Grover Cleveland, 1899.
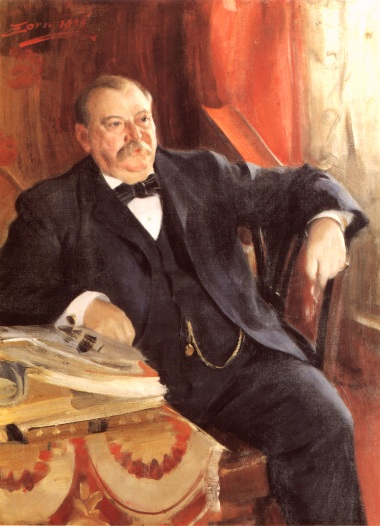
Presidente Grover Cleveland, 1899.
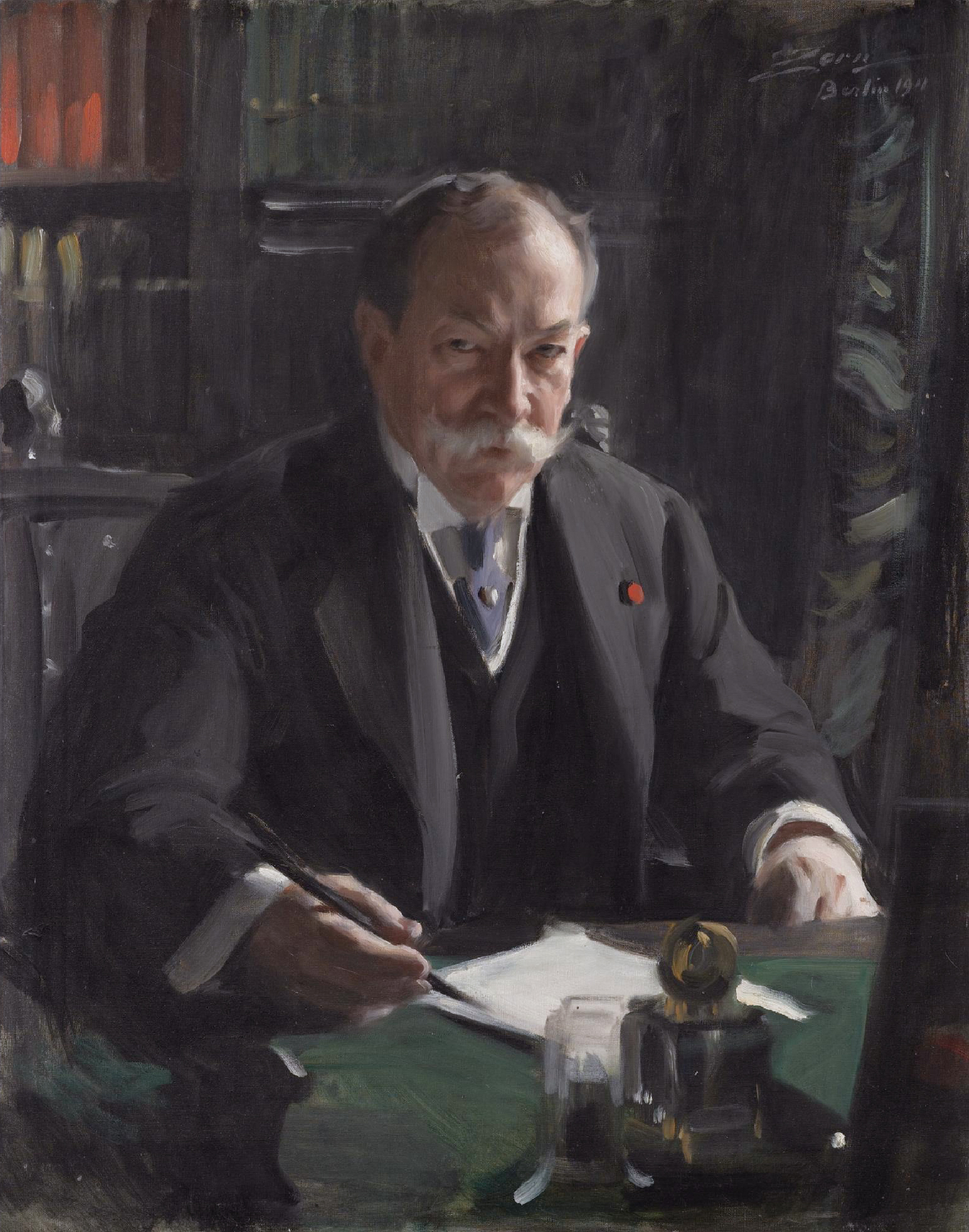
El embajador David Jayne Hill, 1911.
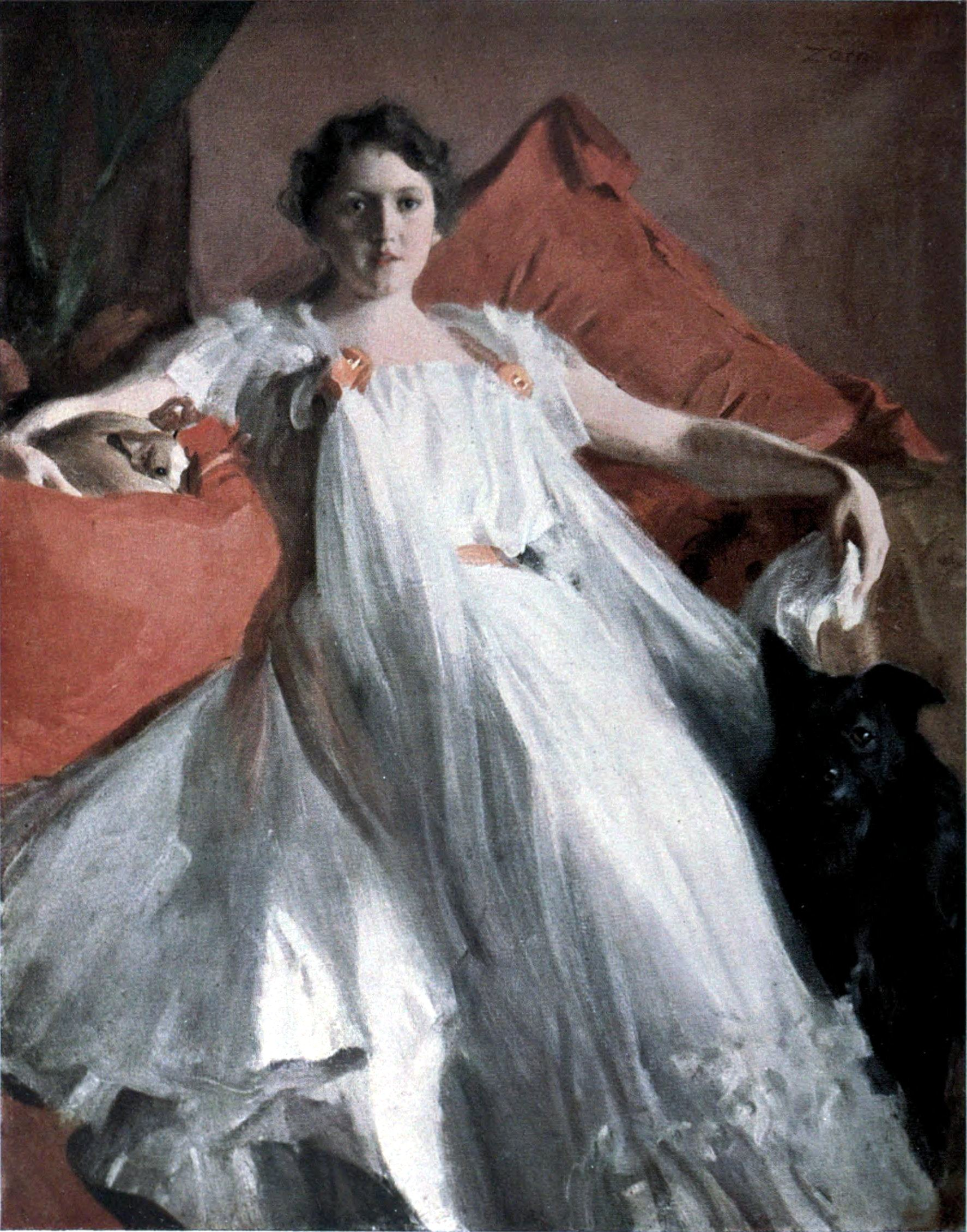
Mme Ashley, 1920.
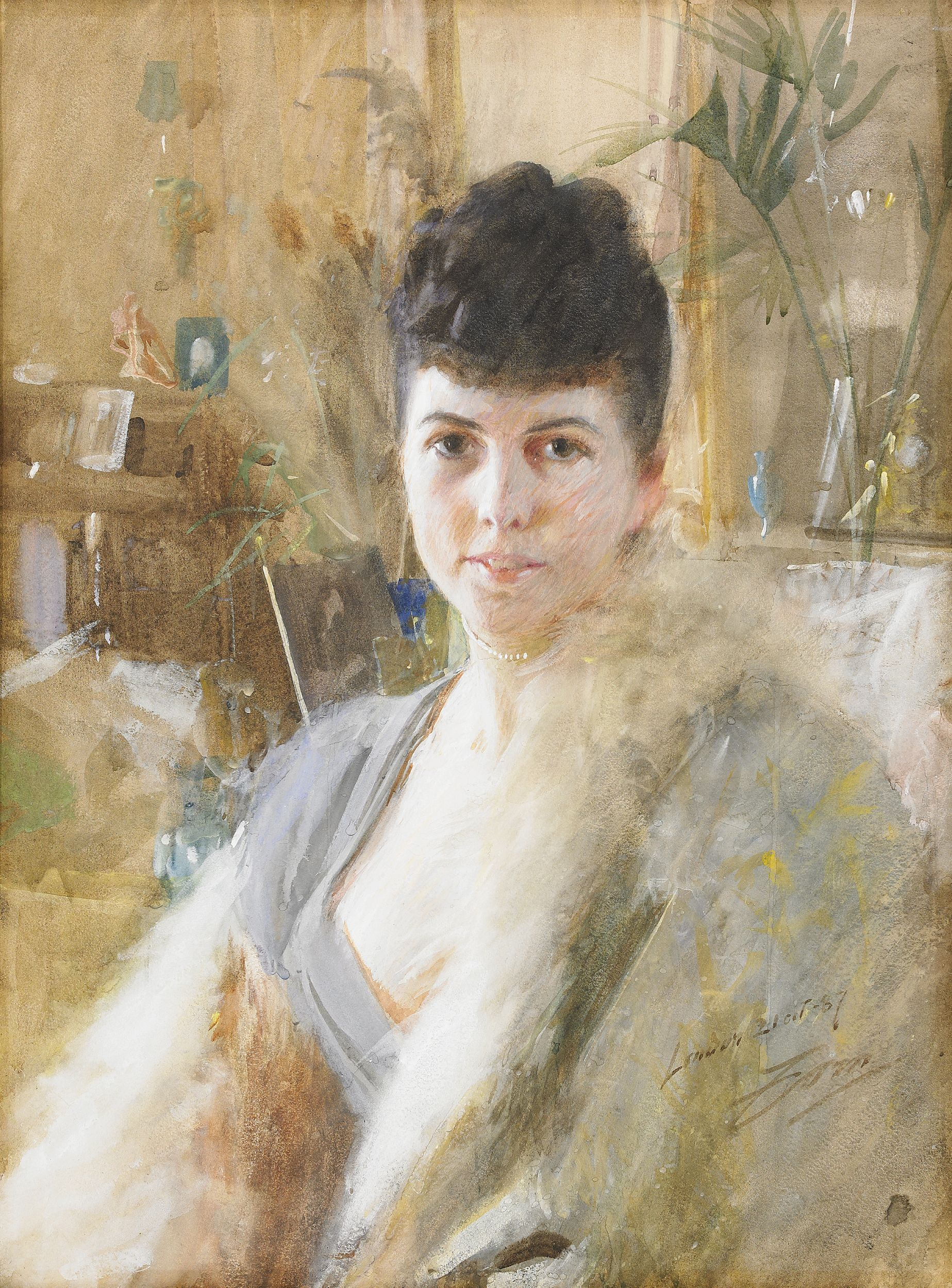
Señora con abrigo de piel, 1887.
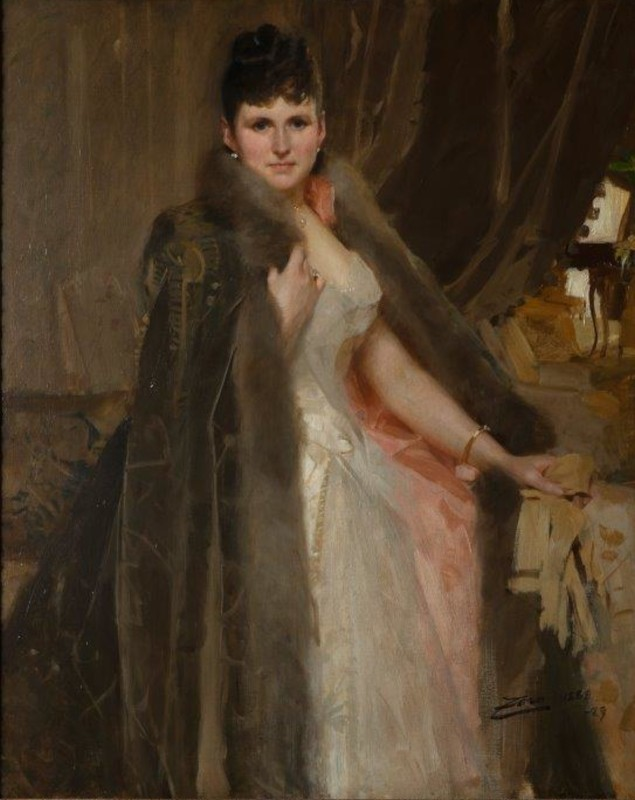
Mrs. Symons, 1886.
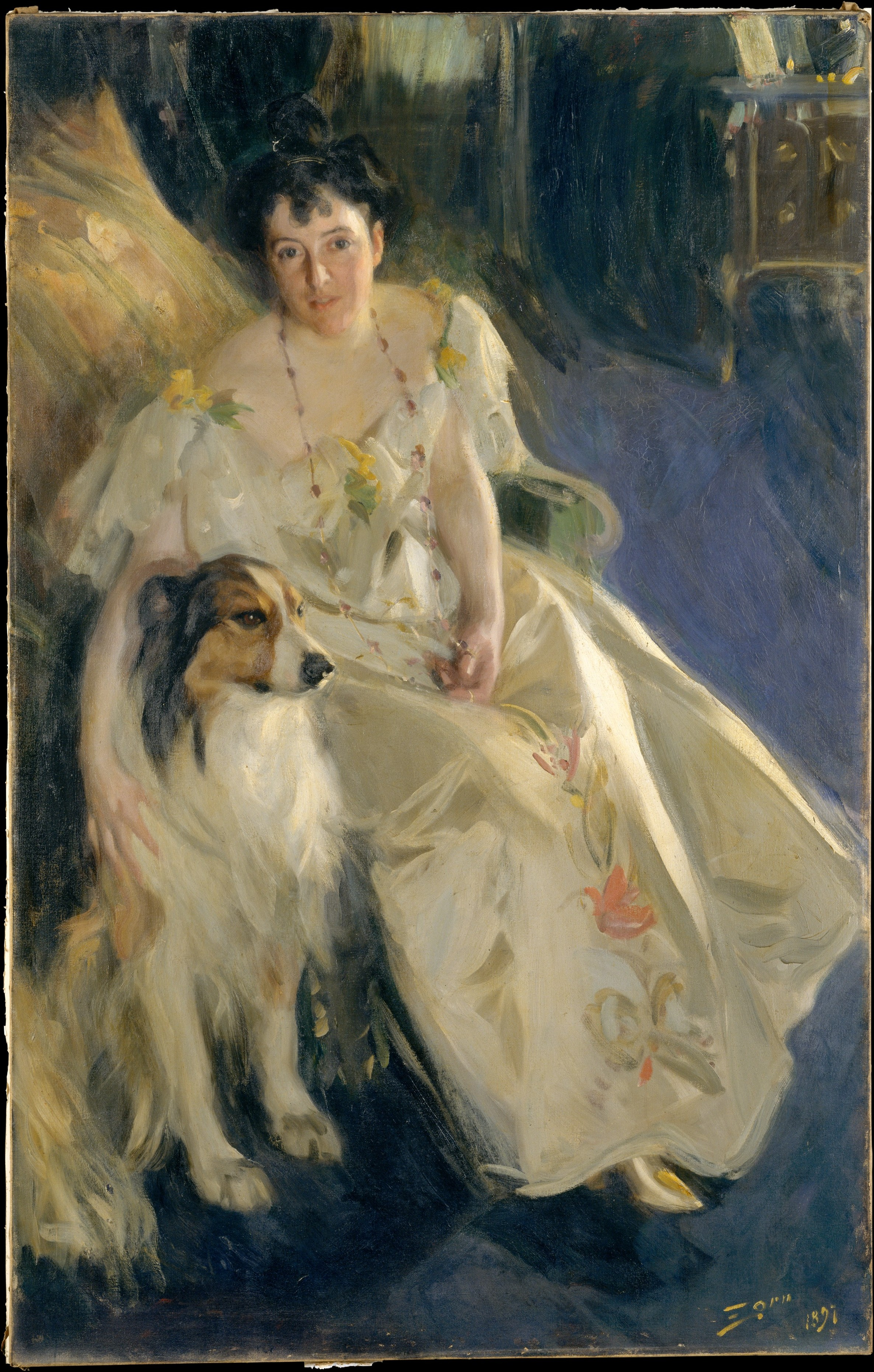
Mrs. Bacon, 1897.
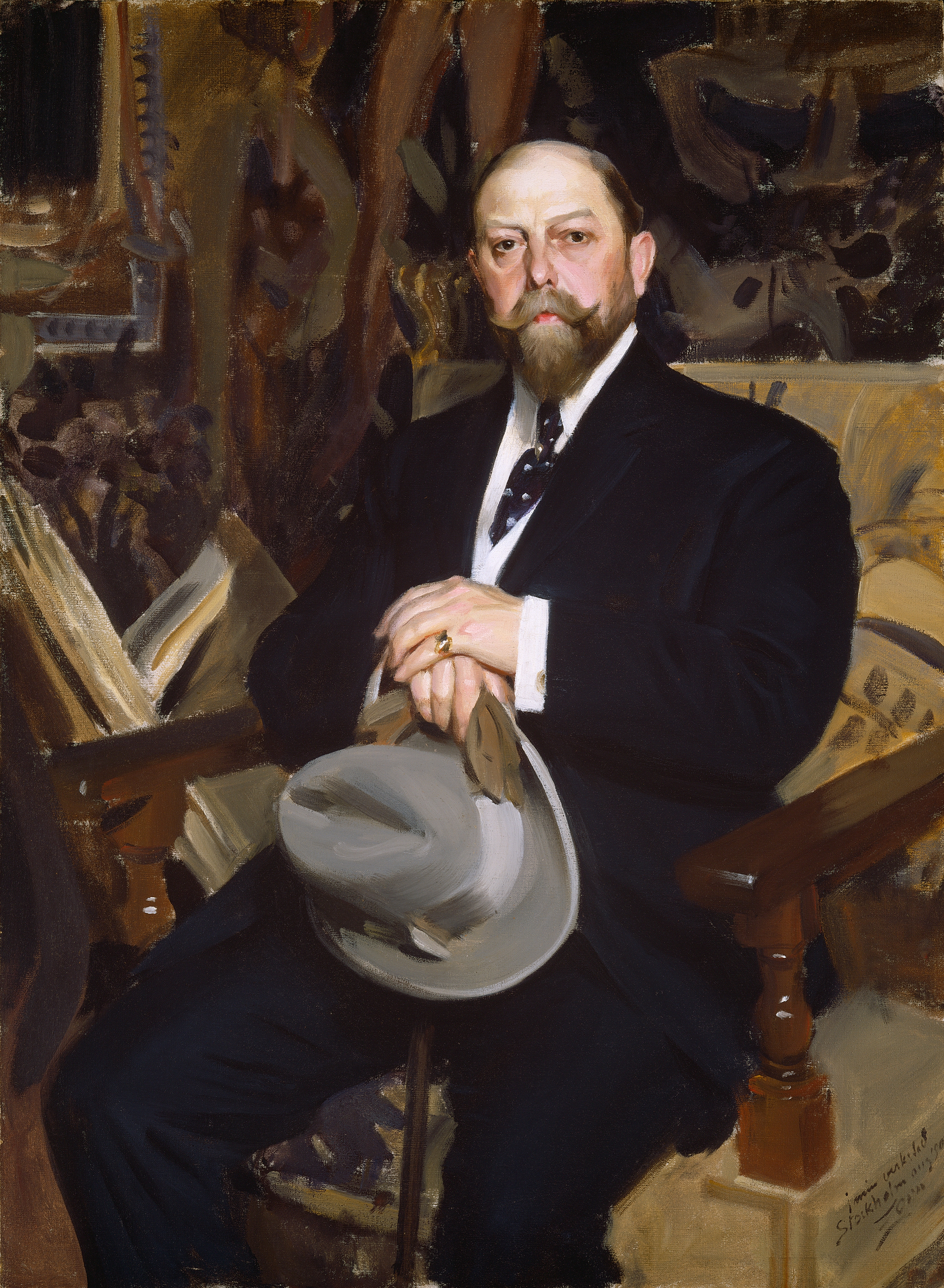
Hugo Resinger (1907).
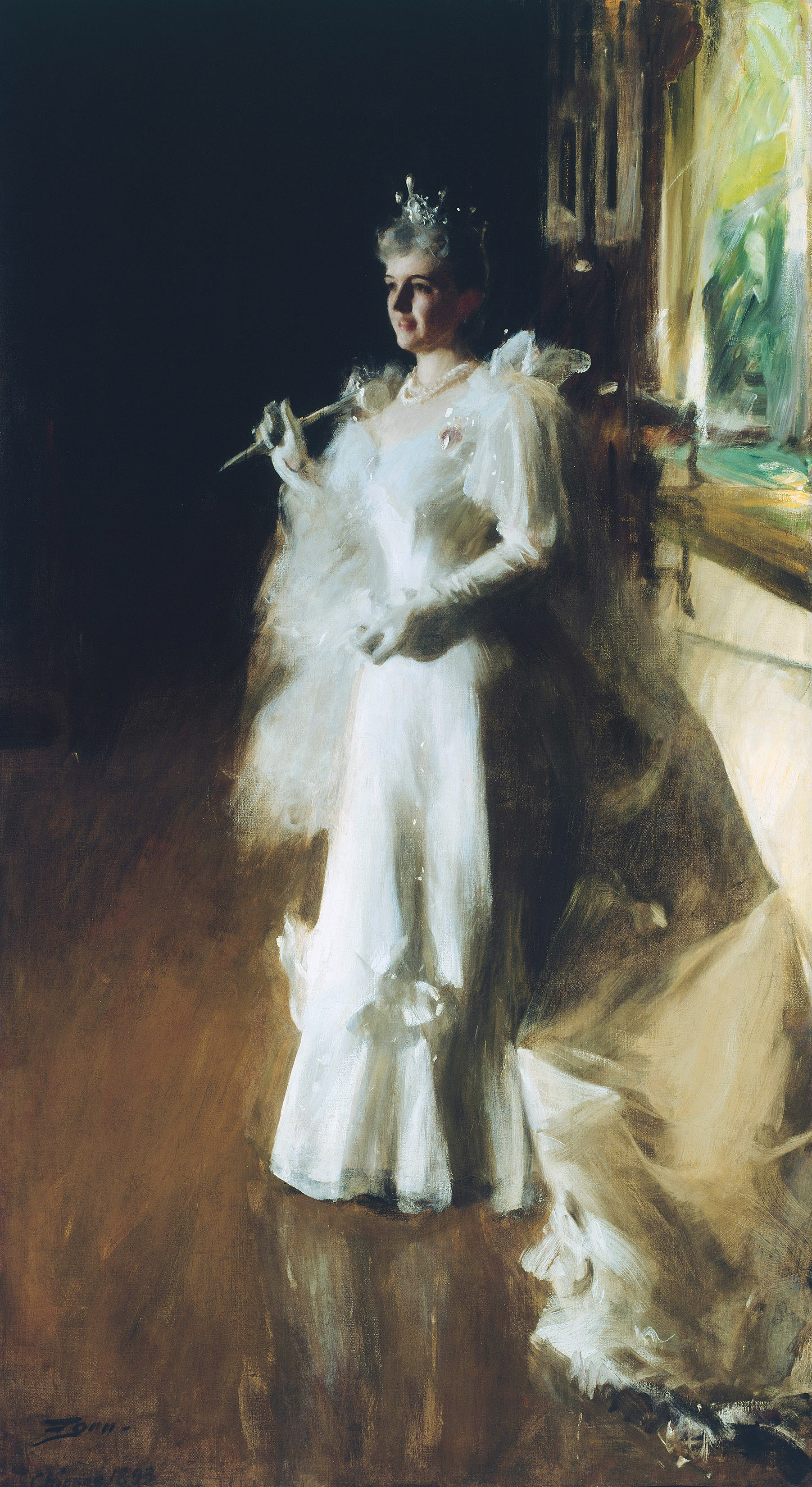
Mrs Potter Palmer, 1893.
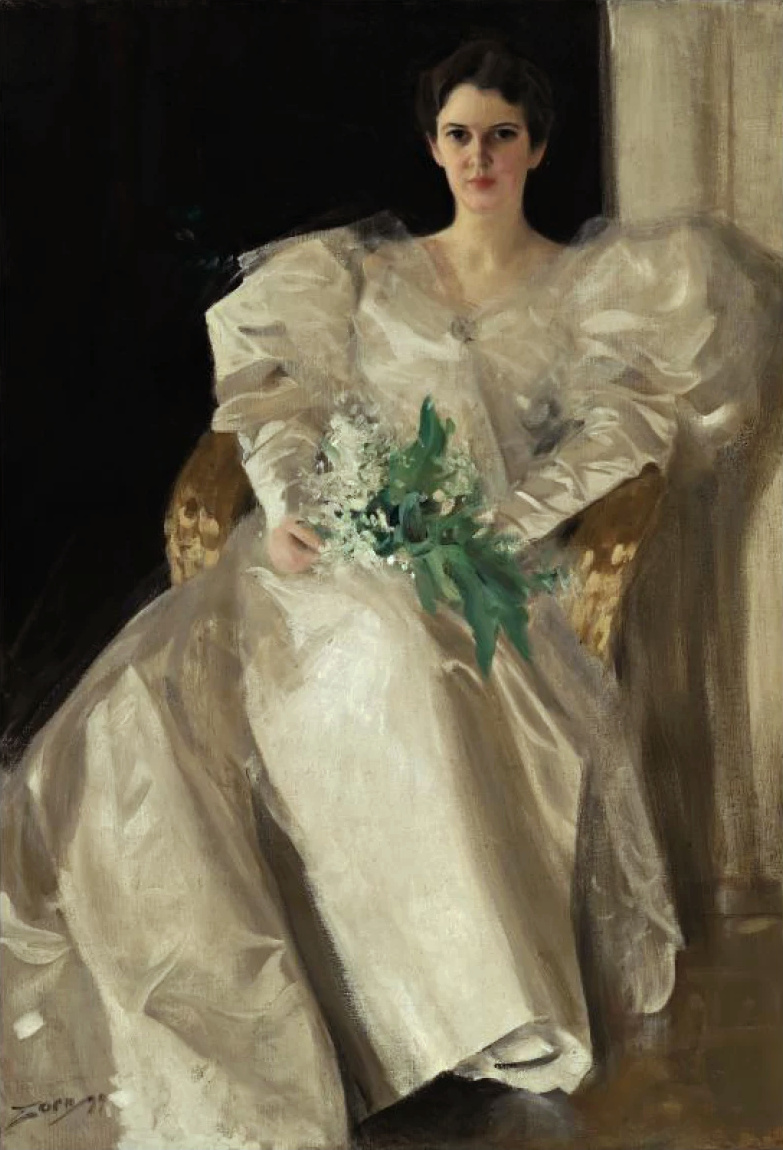
Mrs. Eben Richards, 1899.
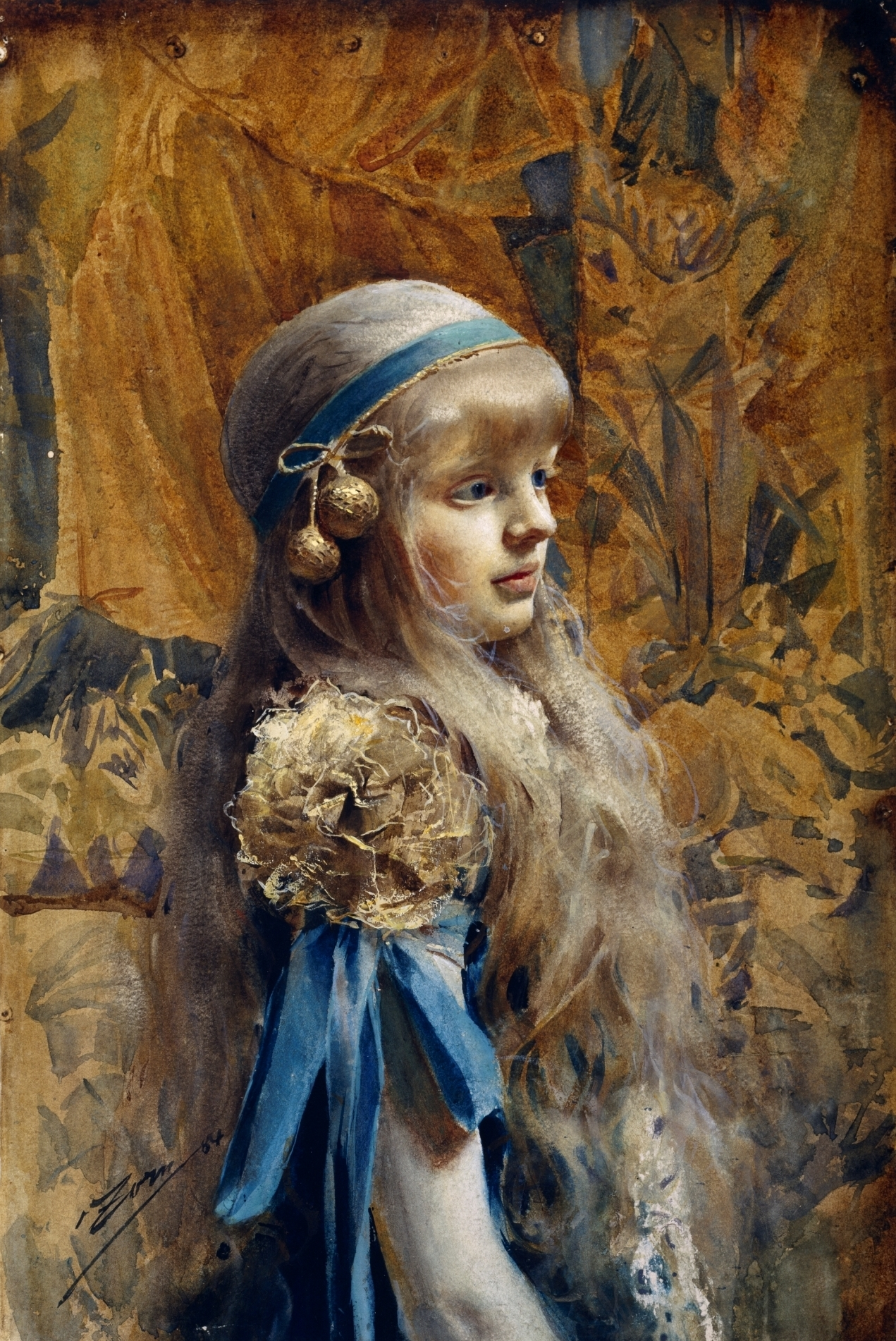
Cristina Morphy (acuarela) (1884).

### Autorretratos

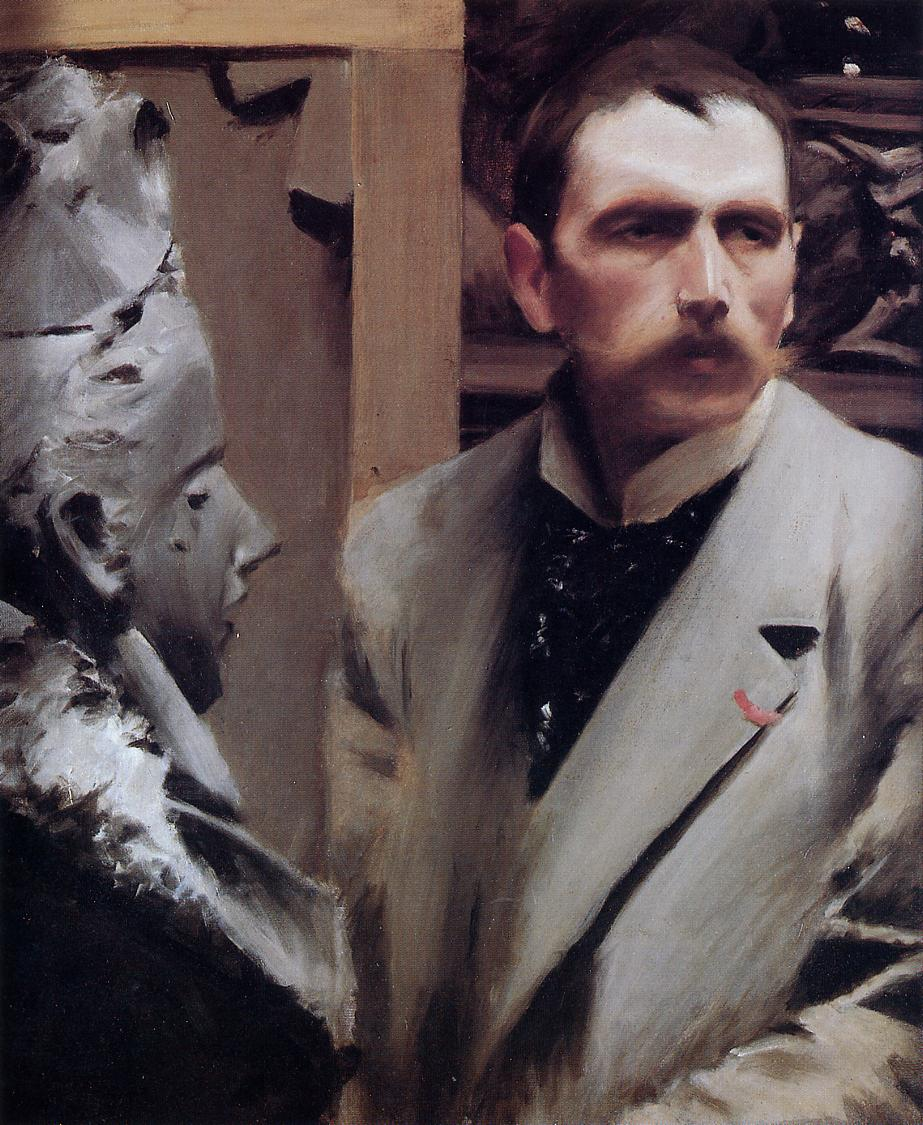
Autorretrato, sin fecha.
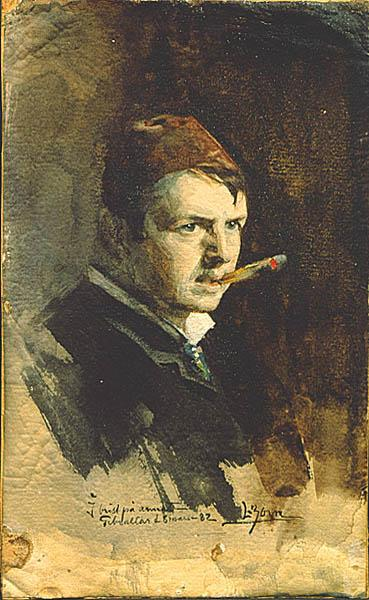
Autorretrato, 1882.
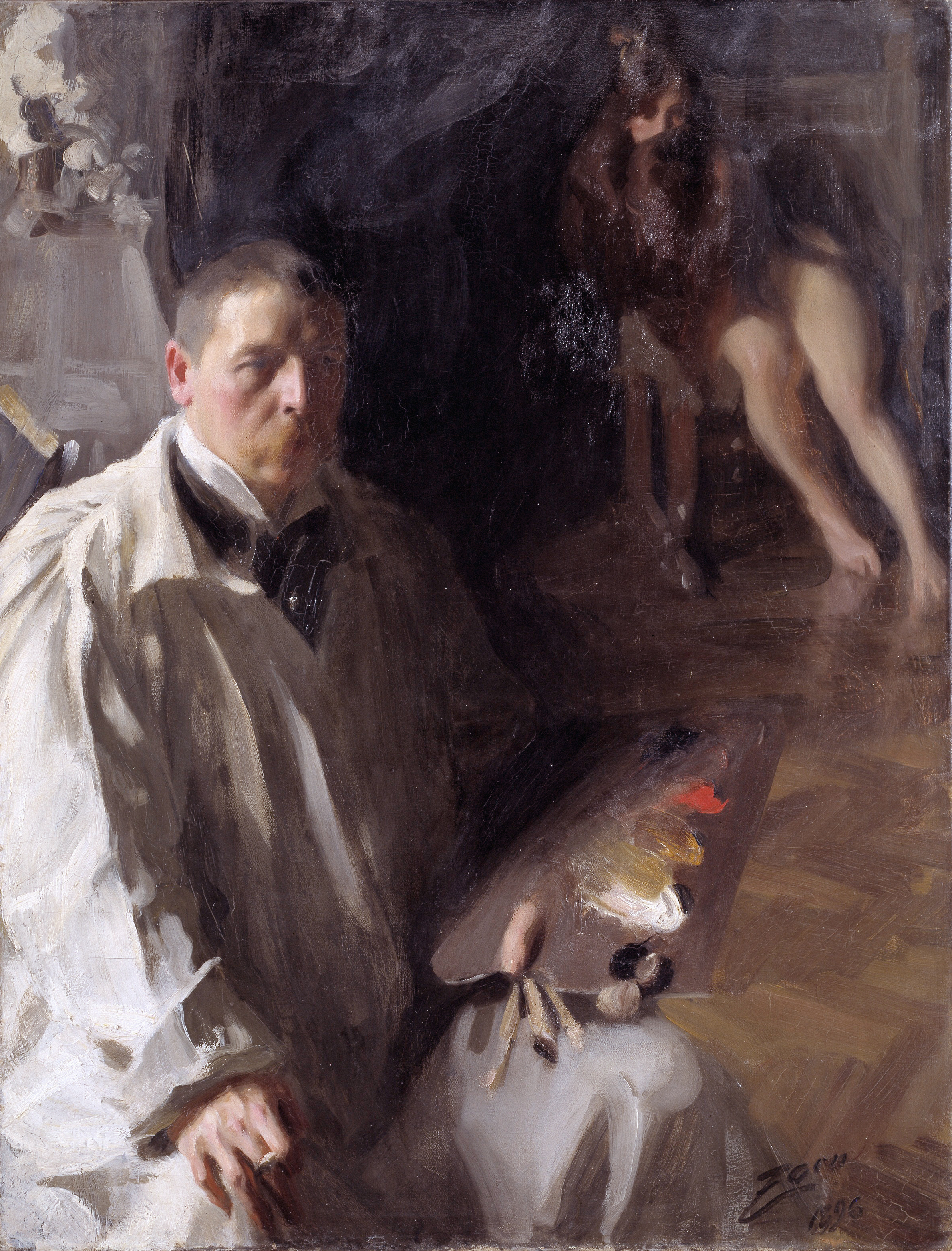
Autorretrato con modelo, 1896.
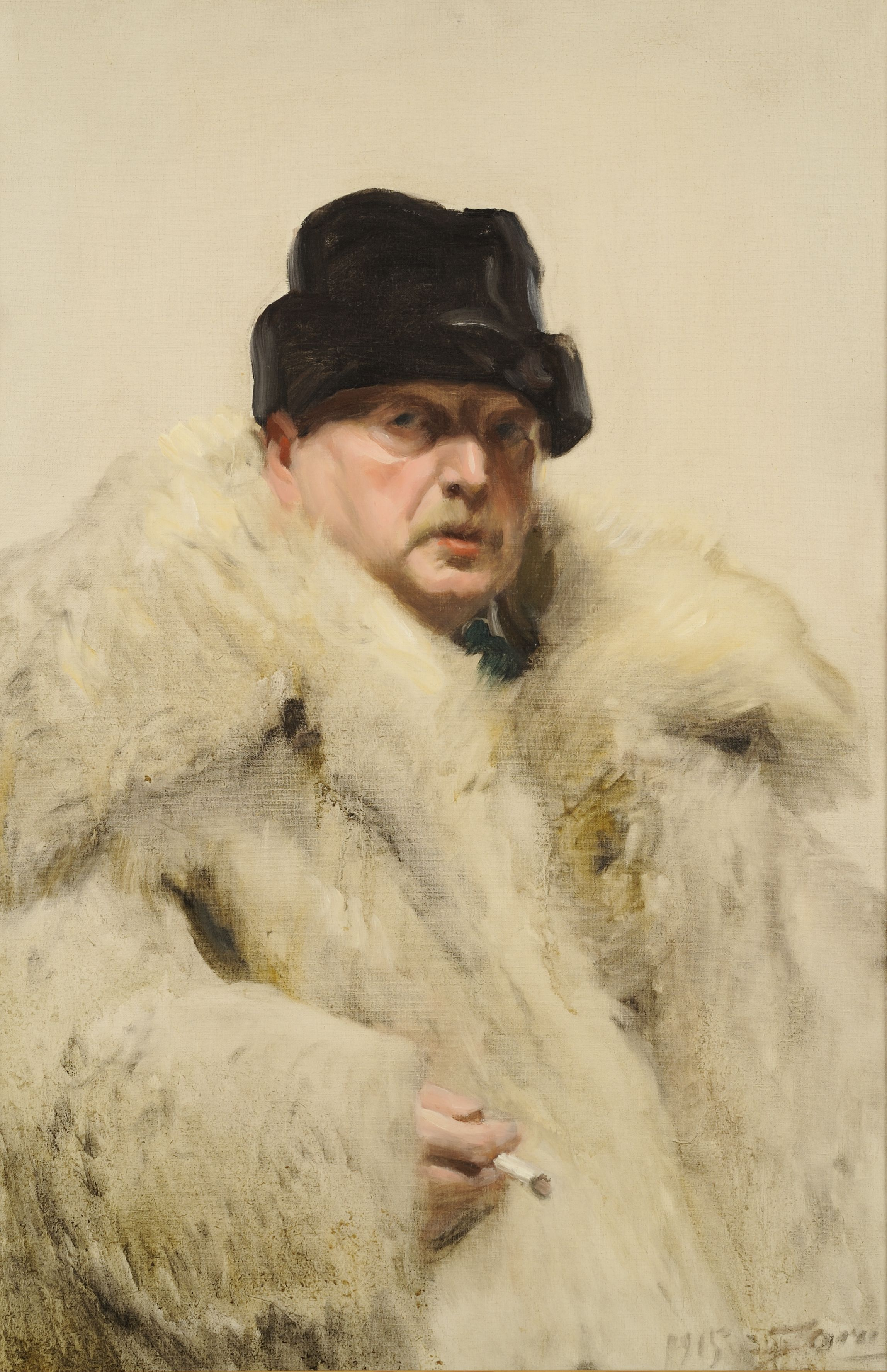
Autorretrato con abrigo, 1915.
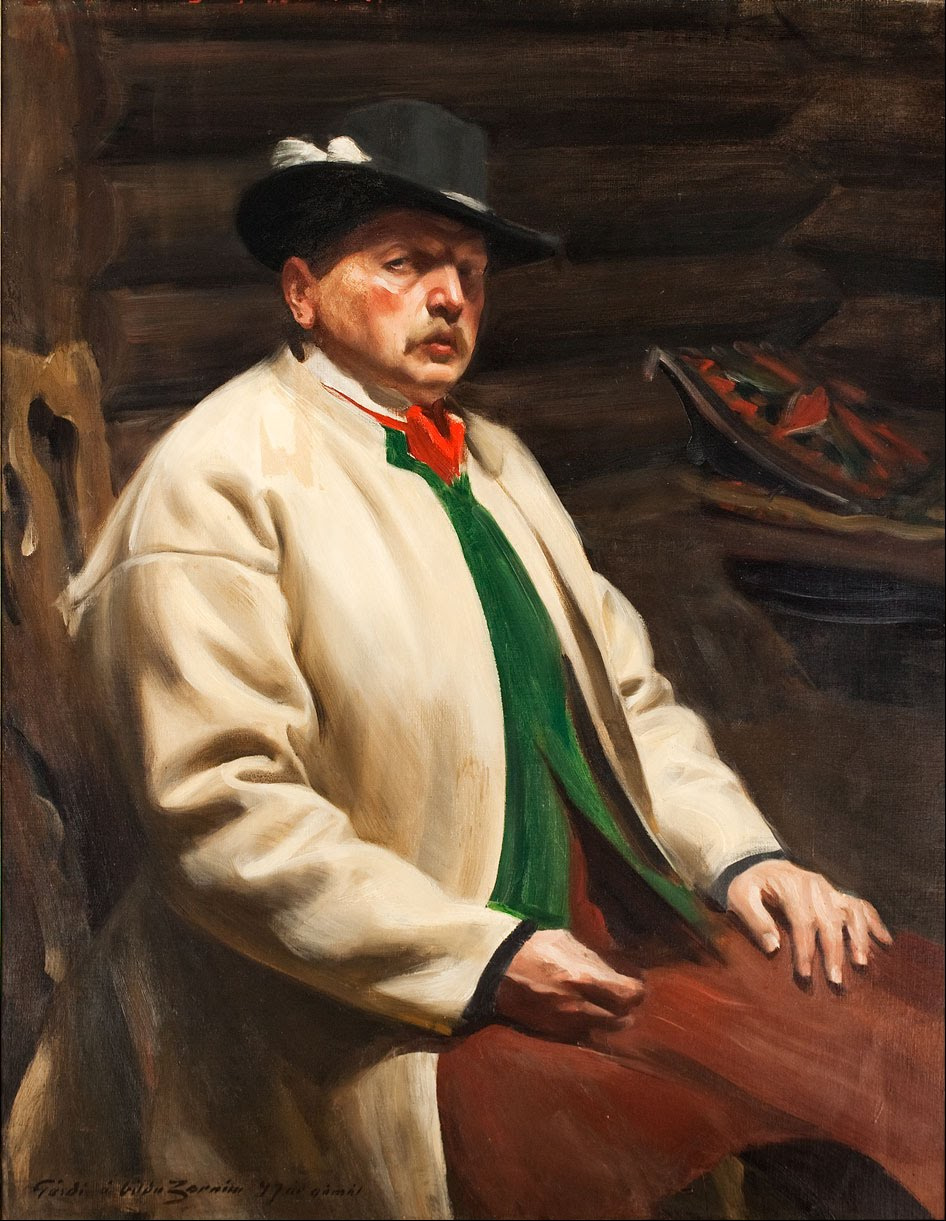
Autorretrato con sombrero 1907.
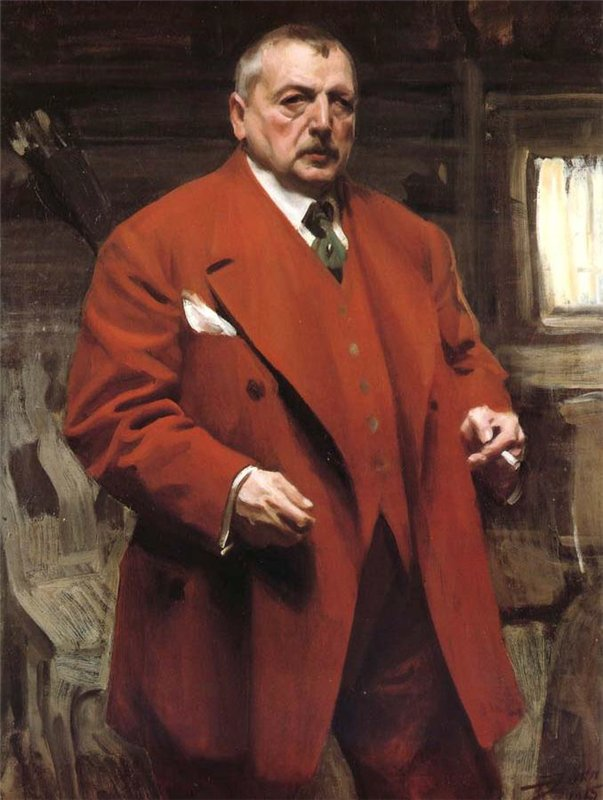
Autorretrato en rojo, 1915.
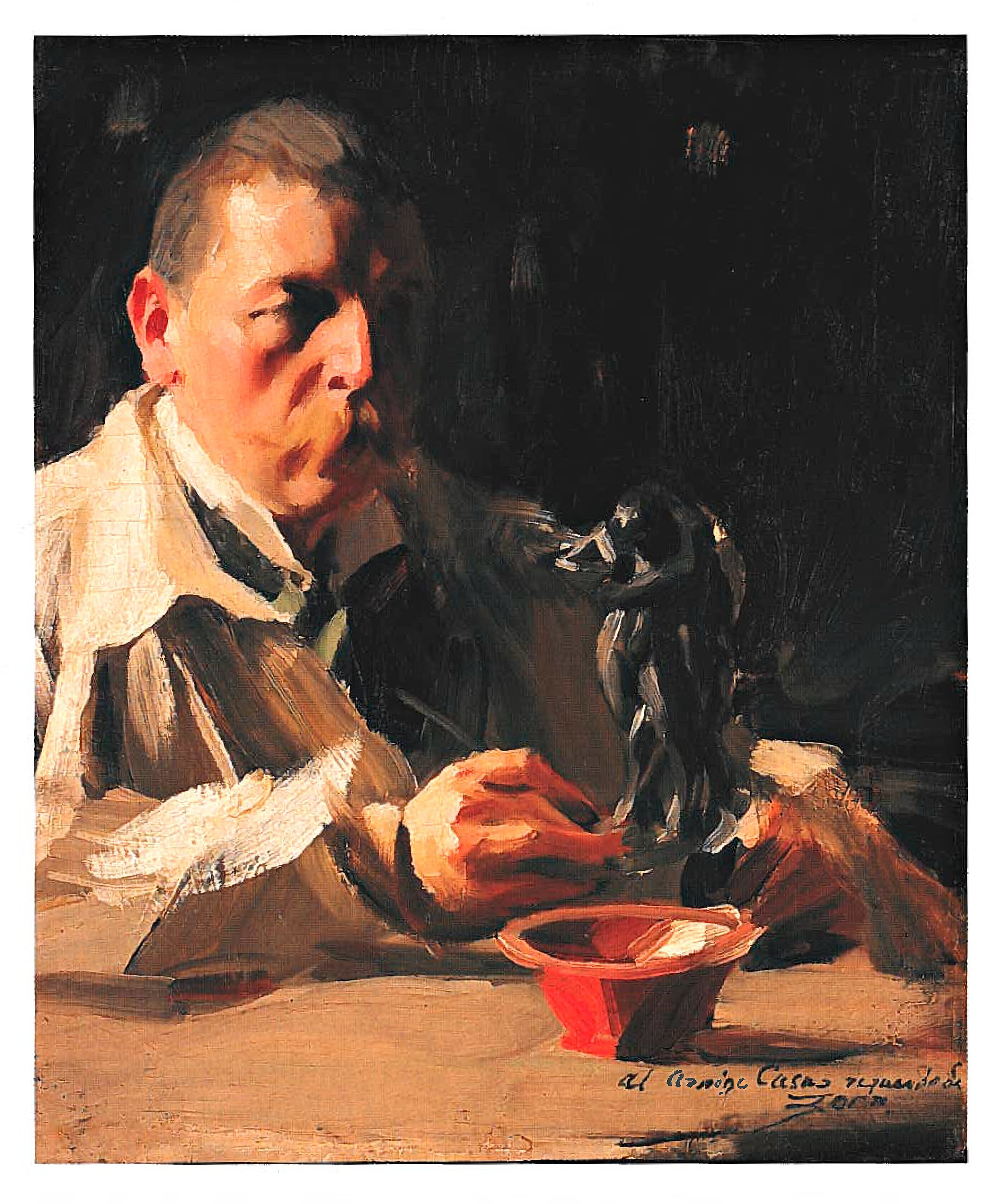
Autorretrato con fauno y ninfa, 1920.